# Kairo-Dakar-Highway
Der Kairo-Dakar-Highway ist als TAH 1 ein Teilstück im System der Trans-African Highways, eines internationalen Fernstraßennetzwerks, das von der United Nations Economic Commission for Africa (UNECA), der African Development Bank (ADB) und der Afrikanischen Union entwickelt wurde. Der größte Teil der Fernstraße zwischen Tripolis und Nouakchott wurde unter der Direktion der Arab Maghreb Union gebaut.

## Lage
Der Kairo-Dakar-Highway hat eine Länge von 8636 km und führt entlang der Mittelmeerküste von Nordafrika und dann weiter entlang der Atlantikküste von Nordwestafrika. Der größte Teil der Route ist asphaltiert. 2005 wurde das letzte größere Teilstück zwischen Nouakchott und Nouadhibou in Mauretanien fertiggestellt, es fehlt nur ein etwa 1 km langes Stück im Niemandsland zwischen dem Grenzposten der von Marokko kontrollierten Westsahara und der mauretanischen Grenze, wo nur eine Fahrspur in der Wüste existiert. Die Fernstraße ist mit dem Dakar-Lagos-Highway (TAH 7) verbunden und bildet so zwischen Rabat und Monrovia eine Nord-Süd-Verbindung durch die Sahara entlang der Westküste des Kontinents.
Seit 1994 ist die Grenze zwischen Marokko und Algerien komplett geschlossen, sodass der Kairo-Dakar-Highway nicht in seiner ganzen Länge befahrbar ist. Ein Teilstück des Highways ist die Libysche Küstenstraße (Via Balbia), deren wiederholte Sperrungen infolge des dortigen Bürgerkriegs sich seit 2011 ebenfalls auf den internationalen Fernverkehr negativ auswirken.

## Route
Es wurden nur die größeren Städte beachtet, die beinahe direkt an dem Highway liegen, die Tabelle startet von Kairo und endet in Dakar.
| Land               | Ort                           | Länge (von Kairo) | Länge (zwischen Ort) |
| Ägypten            | Kairo                         | 0000 km           |                      |
| Ägypten            | Alexandria                    | 0231 km           | 231 km               |
| Ägypten            | Marsa Matruh                  | 0532 km           | 301 km               |
| Ägypten            | Grenze Ägypten-Libyen         | 0761 km           | 229 km               |
| Libyen             | Tobruk                        | 0902 km           | 141 km               |
| Libyen             | Bengasi                       | 1384 km           | 482 km               |
| Libyen             | Sirte                         | 1970 km           | 586 km               |
| Libyen             | Misrata                       | 2211 km           | 241 km               |
| Libyen             | Msallata                      | 2331 km           | 120 km               |
| Libyen             | Tripolis                      | 2434 km           | 103 km               |
| Libyen             | Abu Kammash                   | 2588 km           | 154 km               |
| Libyen             | Grenze Libyen-Tunesien        | 2611 km           | 023 km               |
| Tunesien           | Sfax                          | 2939 km           | 328 km               |
| Tunesien           | Sousse                        | 3072 km           | 133 km               |
| Tunesien           | Tunis                         | 3224 km           | 152 km               |
| Tunesien           | Bizerta                       | 3299 km           | 075 km               |
| Tunesien           | Grenze Tunesien-Algerien      | 3445 km           | 146 km               |
| Algerien           | Constantine                   | 3850 km           | 405 km               |
| Algerien           | El Eulma                      | 3971 km           | 121 km               |
| Algerien           | Sétif                         | 4006 km           | 035 km               |
| Algerien           | Bordj Bou Arreridj            | 4083 km           | 077 km               |
| Algerien           | Bouira                        | 4184 km           | 101 km               |
| Algerien           | Algier                        | 4291 km           | 107 km               |
| Algerien           | Blida                         | 4342 km           | 051 km               |
| Algerien           | Ech Cheliff                   | 4509 km           | 167 km               |
| Algerien           | Sidi bel Abbès                | 4761 km           | 252 km               |
| Algerien           | Tlemcen                       | 4852 km           | 091 km               |
| Algerien           | Maghnia                       | 4903 km           | 051 km               |
| Algerien           | Grenze Algerien-Marokko       | 4920 km           | 017 km               |
| Marokko            | nicht gebaut 1                | 4924 km           | 004 km               |
| Marokko            | El Aioun                      | 4973 km           | 049 km               |
| Marokko            | Taza                          | 5127 km           | 154 km               |
| Marokko            | Fès                           | 5236 km           | 109 km               |
| Marokko            | Meknès                        | 5303 km           | 067 km               |
| Marokko            | Rabat                         | 5454 km           | 151 km               |
| Marokko            | Casablanca                    | 5544 km           | 090 km               |
| Marokko            | Marrakesch                    | 5749 km           | 205 km               |
| Marokko            | Tiznit                        | 6079 km           | 330 km               |
| Marokko            | Guelmim                       | 6190 km           | 111 km               |
| Marokko            | Grenze Marokko-Westsahara     | 6565 km           | 375 km               |
| Westsahara         | El Aaiún                      | 6638 km           | 073 km               |
| Westsahara         | Grenze Westsahara-Mauretanien | 7478 km           | 840 km               |
| Mauretanien        | Nouadhibou                    | 7549 km           | 071 km               |
| Mauretanien        | Nouakchott                    | 8051 km           | 502 km               |
| Mauretanien        | Grenze Mauretanien-Senegal    | 8265 km           | 214 km               |
| Senegal            | Saint-Louis (Senegal)         | 8368 km           | 103 km               |
| Senegal            | Thiès                         | 8563 km           | 195 km               |
| Senegal            | Dakar                         | 8636 km           | 073 km               |
| Strecke insgesamt: | Strecke insgesamt:            | 8636 km           | 8636 km              |

## Kreuzungen mit anderen transafrikanischen Straßenrouten
- Mit TAH 4 Kairo-Gaborone-Kapstadt-Highway in Kairo (Ägypten).
- Mit TAH 3 Tripolis-Windhoek-(Kapstadt)-Highway in Tripolis (Libyen).
- Mit TAH 2 Algier-Lagos-Highway in Algier (Algerien).
- Mit TAH 5 Dakar-N’Djamena-Highway in Dakar (Senegal).
- Mit TAH 7 Dakar-Lagos-Highway in Dakar.